# ピーター・グレーアム (画家)
ピーター・グレーアム（Peter Graham RA 、1836年3月13日 - 1921年10月18日）は、イギリスの画家である。家畜や野生の動物のいるスコットランド高地の風景画などを描いたことで知られている。

## 略歴
エディンバラで生まれた。エディンバラの美術学校（Trustees Drawing Academy of Edinburgh、後のEdinburgh College of Art）で、肖像画、人物画を得意とする画家のロバート・スコット・ローダーに1859年まで学んだ。数年間エディンバラで活動し、風景画家として活動するようになった。1866年にロンドンのロイヤル・アカデミー・オブ・アーツの展覧会に出展した「A Spate in the Highlands（ハイランドの氾濫した川）」という作品は、ピーター・グレーアムの代表作の一つとされる。1866年からロンドンに移って活動した。
時に動物のいるスコットランド高地のロマンチックな風景や、陰鬱な雲の下のスコットランドの岩の多いスコットランドの海岸の風景を描くのを好んだ。人気のある風景画家になり、ヴィクトリア女王からも多くの注文を得るようになった。 1877年にロイヤル・アカデミーの準会員に選ばれ、1881年に正会員に選ばれた。
1821年にロンドンで没した。

## 作品

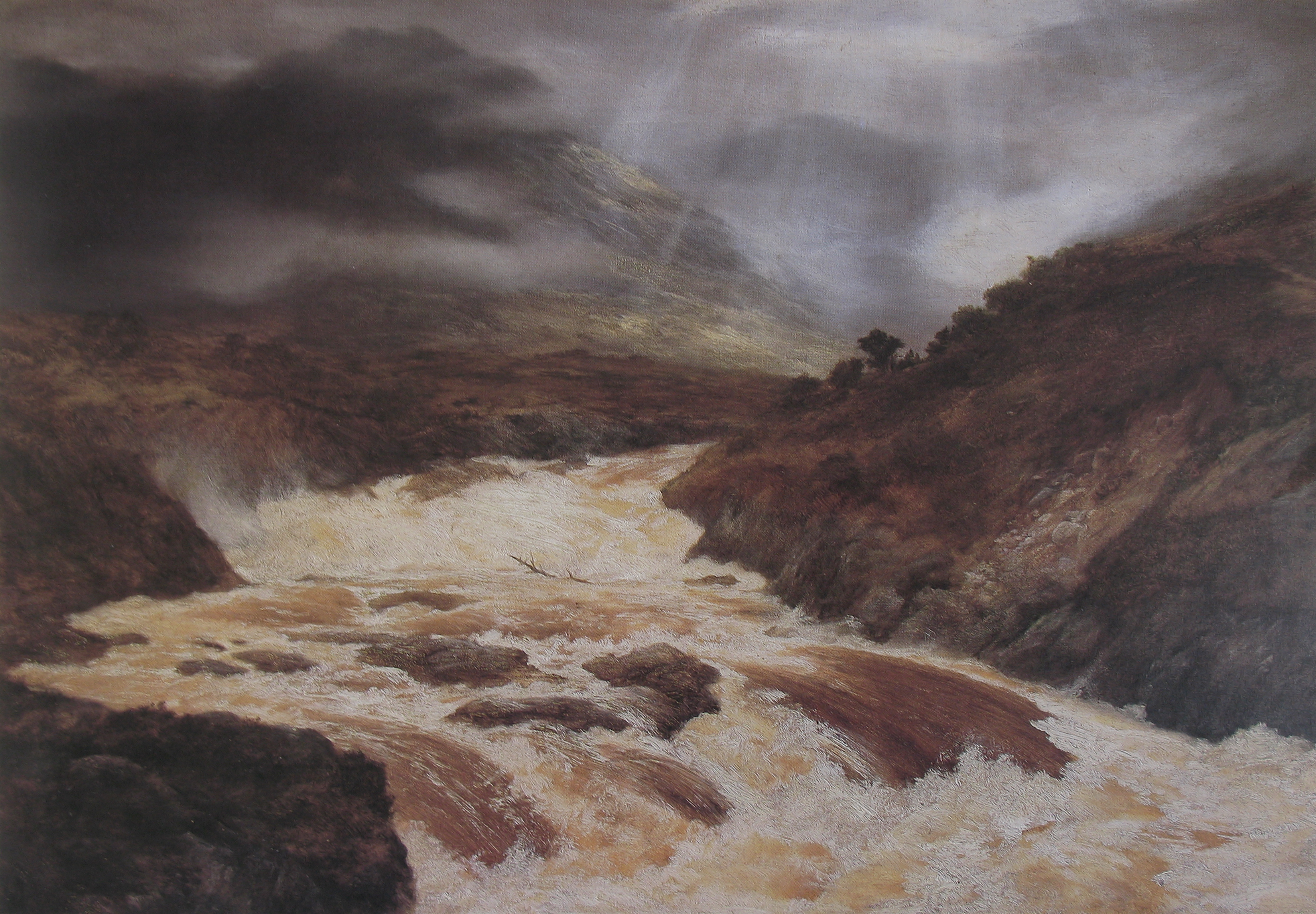
「A Spate in the Highlands（ハイランドの氾濫した川）」(1868)
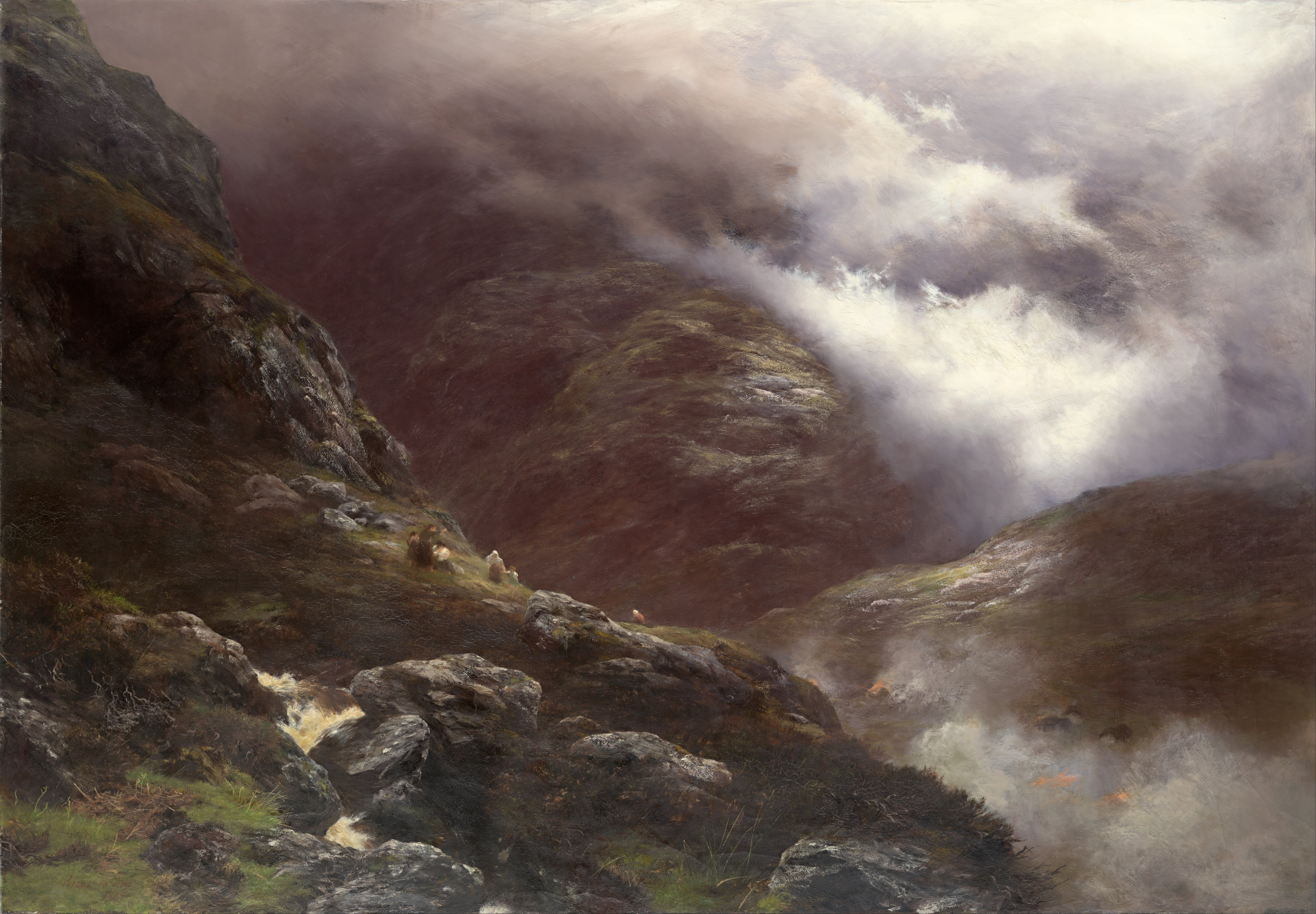
グレンコーの虐殺の後 (1889) ビクトリア国立美術館
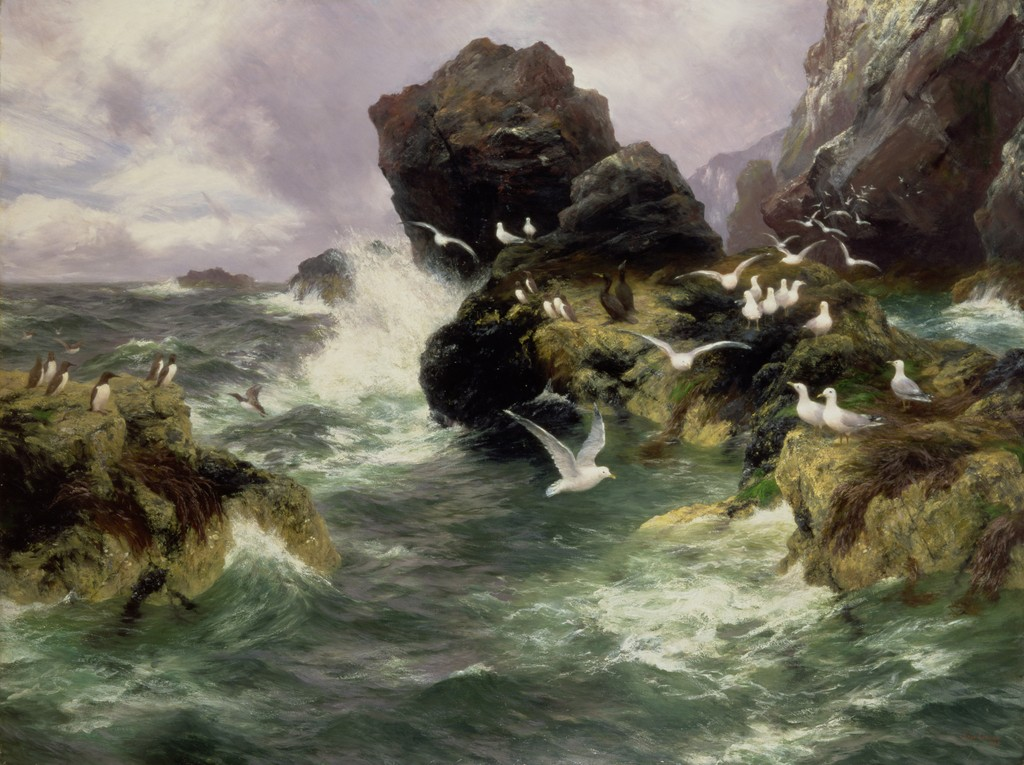
海鳥のように白い海の波 (1900)